# Scapheremaeus johnsi
Scapheremaeus johnsi är en kvalsterart som beskrevs av Balogh 1970. Scapheremaeus johnsi ingår i släktet Scapheremaeus och familjen Cymbaeremaeidae. Inga underarter finns listade i Catalogue of Life.